# Robert Grubbs
Robert Howard Grubbs (Calvert City, 27 de fevereiro de 1942 - Duarte, 19 de dezembro de 2021) foi um químico estadunidense.
Recebeu o Nobel de Química de 2005, juntamente com Richard Schrock e Yves Chauvin, devido ao seu desenvolvimento do método de metátese na síntese orgânica.

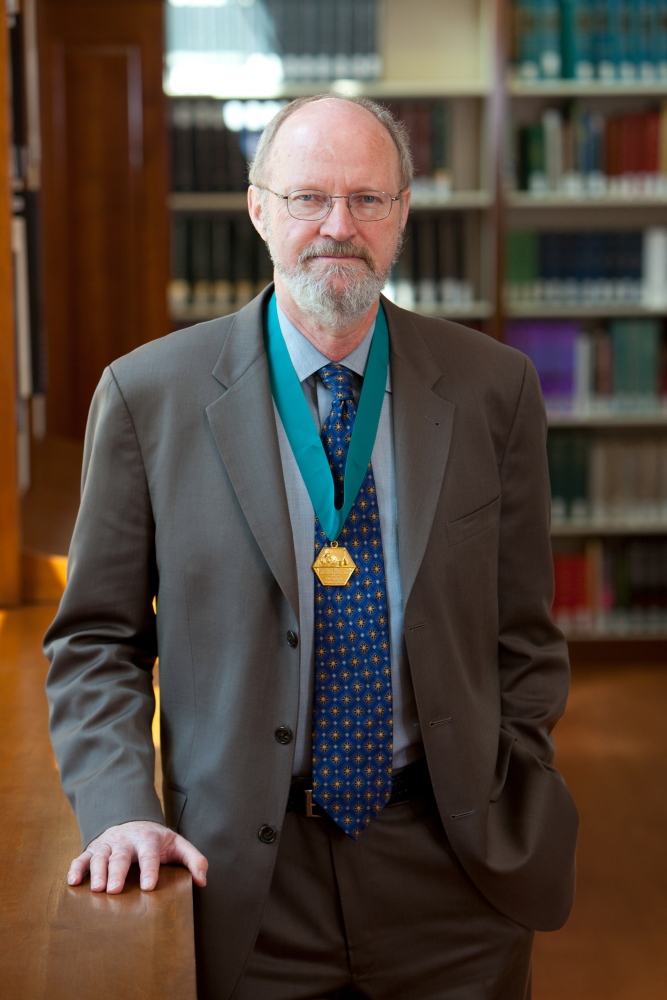
Medalha de Ouro do AIC, 2010

Grubbs morreu em 19 de dezembro de 2021, aos 79 anos de idade, em decorrência de um ataque cardíaco, após um tratamento realizado contra um linfoma.